# Paya Roba
Paya Roba is een bestuurslaag in het regentschap Binjai van de provincie Noord-Sumatra, Indonesië. Paya Roba telt 8743 inwoners (volkstelling 2010).